# Дрэгер, Мохамед
Мохамед Дрэгер (араб. محمد دراگر‎; родился 25 июня 1996, Фрайбург-им-Брайсгау, Германия) — тунисский футболист, защитник клуба «Айнтрахт» (Брауншвейг). Выступал за сборную Туниса. 
Дрэгер родился в Германии. Отец — немец, мать — туниска.

## Клубная карьера
Дрэгер — воспитанник клуба «Фрайбург» из своего родного города. Для получения игровой практики Мохамед выступал за молодёжную и команду дублёров клуба. 27 июля 2017 года в поединке квалификации Лиги Европы против словенского «Домжале» Мохамед дебютировал за основной состав. 13 января 2018 года в матче против франкфуртского «Айнтрахта» он дебютировал в немецкой Бундеслиге. Летом того же года для получения игровой практики Дрэгер был отдан на два года в аренду в «Падерборн 07». 5 августа в матче против «Дармштадт 98» он дебютировал во Второй Бундеслиге. 

## Международная карьера
В 2013 года в составе юношеской сборной Туниса Дрэгер принял участие в юношеском чемпионате мира в ОАЭ. На турнире он сыграл в матчах против команд Аргентины, Венесуэлы, России и Японии. В поединке против японцев Мохамед отметился забитым мячом.
20 ноября 2018 года в товарищеском матче против сборной Марокко Дрэгер дебютировал за сборную Туниса.